# Equipo contra la Tortura (Rusia)
Equipo contra la Tortura (en ruso Команда против пыток), anteriormente Comité contra la Tortura, es una organización rusa de derechos humanos, que se dedica a la investigación pública de casos de tortura, apoyándose en los mecanismos nacionales para la protección de las víctimas. La organización surgió en el año 2000 con el objetivo de alentar a la fiscalía a tomar medidas activas para esclarecer este tipo de delitos y responsabilizar penalmente a los perpetradores. Los casos más famosos del Equipo incluyen el caso Mikheev, en el que la Federación de Rusia fue declarada culpable de tortura, así como la investigación de palizas masivas a residentes de Blagoveshchensk. El Equipo contra la Tortura se dedica también a la protección de los derechos humanos en el norte del Cáucaso. Antes de que la organización fuera reconocida como agente extranjero, recibía fondos de la Comisión Europea de Derechos Humanos y subvenciones presidenciales. El Equipo contra la Tortura ha recibido repetidamente grandes elogios por parte de la sociedad civil, y premios, incluida la nominación de la activista de derechos humanos Olga Sadovskaya al Premio Nobel de la Paz.

## Historia de la organización
Puede considerarse el trabajo del Centro de Información y Análisis de la Sociedad de Derechos Humanos de Nizni Nóvgorod, y en particular su “Informe sobre el uso de la tortura en la región de Nizni Nóvgorod” presentado en diciembre de 1997, como el punto de partida de las actividades del Equipo contra la Tortura. El objetivo principal propuesto por los autores, fue llamar la atención de la fiscalía sobre la anarquía sistemática, alentándoles a tomar medidas activas para prevenir y resolver este tipo de delitos, lo que no se logró con este informe.
El primer resultado legal de las actividades del Comité se alcanzó en el año 2001, cuando A. G. Ivanov, detective del CID del Departamento de Asuntos Internos del Distrito de Nizni Nóvgorod de la ciudad de Nizni Nóvgorod, fue declarado culpable en el veredicto del Tribunal del Distrito de Nizni Nóvgorod. El tribunal determinó que Ivanov usó torturas contra el menor de edad Maxim Podsvirov para obligar a este último a calumniar a su hermano de haber cometido un delito. Ivanov recibió 6 años de sentencia suspendida. El Comité logró cambiar el veredicto, es decir, reemplazar la sentencia suspendida con un término real, solo en el año 2004, cuando el tribunal encontró al exjefe de la policía criminal del Departamento de Asuntos Internos de Bolsheboldinsky, el Coronel I. A. Chetvertakov, culpable de agresión física. El 26 de enero del 2006, la Corte Europea falló en el caso "Mikheev contra Rusia" Esta fue la primera decisión del TEDH sobre una denuncia del Comité contra la Tortura y, al mismo tiempo, la primera decisión del TEDH en un caso contra la Federación Rusa, en la que el tribunal reconoció la responsabilidad del estado ruso por el uso de tortura.
Desde el 2001, de acuerdo con la metodología del Comité y con su apoyo, activistas de derechos humanos de la región de Oremburgo, Bashkortostán, la República de Mari El y la República de Chechenia han comenzado a realizar investigaciones públicas. Posteriormente, en estas regiones se crearon las secciones regionales del Comité. A partir del 2021, el Comité opera en seis regiones: Orenburg, Bashkiria, Krasnodar, el Cáucaso del Norte, Nizni Nóvgorod y Moscú. En el año 2007, el Comité contra la Tortura recibió el estatus de Organismo Público Interregional.
El 29 de diciembre del 2014, la Fiscalía de la Región de Nizni Nóvgorod envió un informe al Comité contra la Tortura, donde se concluyó que la organización estaba involucrada en actividades políticas. Según Igor Kalyapin, la fiscalía señaló que el CCT estaba informando al público y a las autoridades sobre hechos de tortura policial “y de lo mal que el Comité Investigador los investiga, influyendo así en la política pública”. Además, como actividad política, el comité fue acusado por la realización de un piquete anual en el Día Internacional de Apoyo a las Víctimas de la Tortura, así como por publicar información sobre este evento.
El Ministerio de Justicia de la Federación Rusa incluyó a la organización pública interregional "Comité contra la Tortura" en el registro de organizaciones no gubernamental que desempeñan las funciones de un agente extranjero, basado en un informe de la oficina del fiscal en enero del 2015. El 1 de agosto de ese año, los participantes de la conferencia del Comité contra la Tortura decidieron por unanimidad liquidar la organización. El Comité contra la Tortura fue reemplazado por el Comité para la Prevención de la Tortura.
El 14 de enero del 2016, el Ministerio de Justicia de la Federación Rusa incluyó al Comité para la Prevención de la Tortura, así como a la organización de la Oficina de Investigaciones Públicas asociada con este, en el registro de organizaciones sin fines de lucro que desempeñan las funciones de agente extranjero. El motivo de esta decisión, según el Ministerio de Justicia, se debió a que el Comité “recibió donaciones de algunos ciudadanos de la Federación Rusa que trabaja en organizaciones recibiendo financiación extranjera”. La organización intentó apelar la decisión del Ministerio de Justicia ante el Tribunal de Distrito de Leninsky de Oremburgo, pero la demanda fue denegada. El 29 de marzo del 2017, el Servicio de Alguaciles Federales (FSSP de Rusia) incautó las cuentas del Comité para la Prevención de la Tortura. La decisión de la FSSP impulsó la reorganización. En noviembre del 2017, el CPPT anunció oficialmente su liquidación como entidad legal.
Hasta el 10 de junio de 2022, la organización operó en cinco regiones de Rusia, sin formar una entidad legal bajo su nombre histórico de "Comité contra la Tortura": en la región de Nizni Nóvgorod, la región de Oremburgo, el territorio del norte del Cáucaso, el territorio de Krasnodar y Moscú. La sucursal previamente existente en la República de Mari El se cerró en 2017. En la primavera de 2022, finalmente se liquidó la sucursal en la República de Bashkortostán. Kalyapin explica que la falta de personal adecuado es la razón por la cual mantienen sucursales solo en cinco regiones.

### Cambio de titular del Comité
En diciembre de 2021, los miembros del Comité contra la Tortura eligieron un nuevo presidente. El cargo recayó en Sergei Babinets, quien durante muchos años dirigió los departamentos del Comité en todo el país: Moscú, Nizni Nóvgorod y Orenburg, trabajando también durante muchos años en Chechenia, como parte del grupo móvil establecido de activistas por los derechos humanos.
En febrero del 2022, en una entrevista con The Insider, Kalyapin afirmó que el motivo de su salida fueron las contradicciones entre él y el equipo.
El servicio de prensa del Comité explicó la partida de Kalyapin como parte del procedimiento electoral democrático interno de la organización: cada 3 años los miembros del Comité eligen por votación un presidente. En la última elección, según el secretario de prensa, Sergei Sergeevich Babinets obtuvo la mayor cantidad de votos.

### Liquidación del Comité e inicio de los trabajos del Equipo contra la Tortura
El 10 de junio de 2022, el Ministerio de Justicia de Rusia incluyó al Comité contra la Tortura en el registro de asociaciones públicas no registradas que actúan como agentes extranjeros. El 11 de junio, los miembros del Comité decidieron liquidar la organización, y el 15 de junio anunciaron la continuación de sus actividades bajo el nombre de "Equipo contra la Tortura".

El jefe del puesto de control, Sergei Babinets, dijo que la organización no está de acuerdo con la decisión del Ministerio de Justicia, pero no puede trabajar como agente extranjero, porque esto cierra el acceso a un diálogo con las autoridades. Calificó la liquidación del Comité y la creación del Equipo como una medida necesaria que permitiría continuar trabajando en los casos pendientes, de los cuales había 188 al momento de la liquidación del Comité.
«El reconocimiento como agente extranjero no nos ha hecho daño, hemos conservado nuestro equipo y seguiremos trabajando el doble. Esta situación mostró una vez más la estupidez del estado, que organiza una caza de brujas, y hasta en el lugar equivocado. Creo que los que torturan a la gente en las penitenciarías o sacan miles de millones del país, y no los activistas civiles que intentan proteger la dignidad humana de los rusos, deberían ser perseguidos» — Sergei Babinets, jefe del Equipo contra la Tortura

## Objetivos y métodos de actividad
La idea principal del Equipo es investigar y detener casos de tortura, con el consiguiente castigo de los perpetradores. El Equipo lleva a cabo investigaciones públicas de las denuncias de tortura, trato inhumano o degradante, representando los intereses del denunciante ante las autoridades investigadoras y tribunales, ayuda a obtener una compensación y, si es necesario, proporcionando rehabilitación médica a las víctimas.
En el marco de su trabajo, el Equipo realiza investigaciones públicas a partir de denuncias de tortura y malos tratos. El Equipo entiende como investigación pública toda actuación ciudadana, es decir de quienes no gocen de derechos y atribuciones especiales del Estado, encaminada a lograr una mayor eficiencia en la investigación de denuncias de graves violaciones a los derechos humanos y, en caso de existir prueba suficiente, para establecer el hecho de tales violaciones por el organismo autorizado (tribunal). Para la investigación pública de violaciones masivas o sistemáticas, se crean, a iniciativa del Equipo los Grupos Móviles Conjuntos (JMG). Dicho grupo está integrado por representantes de diversas organizaciones de derechos humanos de diferentes regiones que durante varios meses realizaron investigaciones públicas en sus regiones.

## Resultados de trabajo
Desde su fundación en el año 2000 hasta marzo de 2022, el CCT recibió más de 3108 denuncias de violaciones de derechos humanos y ganó 75 casos en el Tribunal Europeo de Derechos Humanos. Se confirmaron 281 casos de tortura. Se anularon 2438 decisiones ilegales de las autoridades nacionales. Se otorgaron más de 285 millones de rublos como compensación a las víctimas de la tortura. Más de 159 representantes de las fuerzas del orden.

### Caso Mikheev
Aleksei Mikheev se quejó de que, durante su detención, los agentes de policía lo torturaron para que confesara un violación y un asesinato que no cometió. Mikheev saltó por la ventana del edificio de la policía y se rompió la columna. La evidencia en el caso fue recopilada por Igor Kalyapin y Maria Smorodina, empleados del Centro de Información y Análisis de la Sociedad de Derechos Humanos de Nizhny Novgorod, junto con la Comisión de Derechos Humanos de la Región de Nizhny Novgorod y su entonces presidente Sergei Shimovolos. El litigio en Rusia resultó ser ineficaz: en total, la investigación del caso Mikheev tomó 7 años,durante el cual se detuvo más de veinte veces y fue suspendido al menos tres veces. Según activistas de derechos humanos, tanto el agotamiento de la investigación como la reanudación de los casos contra Mikheev tenían como objetivo obligar a este último a abandonar la lucha, como finalmente hizo la segunda víctima, Frolov, quien se negó a testificar y fue contratado por el Ministerio del Interior.
El Tribunal Europeo de Derechos Humanos, habiendo considerado esencial la demanda en el caso de Mikheev contra Rusia”, resolvió el 26 de enero de 2006 “que los malos tratos en esta situación alcanzaron el nivel de tortura en el sentido del artículo 3 de la Convención”. La Corte sostuvo que el artículo 13 de la Convención también había sido violado porque “se negó al demandante una investigación suficientemente efectiva y, en consecuencia, el acceso al resto de los recursos disponibles para él, incluido el derecho a una indemnización”. Así, el caso de Aleksey Mikheev se convirtió en el primer caso en que el TEDH encontró a la Federación Rusa responsable del uso de tortura.

### Masacre de Blagoveshchensk
La golpiza masiva en Blagoveshchensk, también conocida como "zachistka” limpieza de Blagoveshchensk" fue una operación de intimidación en la ciudad de Blagoveshchensk (República de Bashkortostán) y asentamientos adyacentes, llevada a cabo del 10 al 14 de diciembre del 2004 por el departamento de policía de Blagoveshchensk y oficiales del OMON del Ministerio del Interior de la República de Bashkortostán. Durante este operativo, agentes policiales irrumpieron en domicilios de ciudadanos e instituciones públicas y realizaron detenciones masivas con uso de violencia física. Hay evidencia de personas retenidas por la fuerza en posiciones incómodas durante varias horas mientras estuvieron detenidas, causandoles un sufrimiento severo. Al intentar cambiar de posición, fueron duramente golpeados. Según datos oficiales, 341 personas fueron reconocidas como víctimas, sin embargo, como resultado del trabajo de los organismos de derechos humanos, se estableció que, en total, más de 1000 ciudadanos fueron detenidos y otros 200 fueron golpeados en el lugar sin ser detenidos ni llevado al centro policial local GROVD.
Los activistas de derechos humanos del "Comité contra la Tortura" han estado lidiando con este incidente desde el momento en que se hizo pública la información al respecto. Con el fin de realizar una investigación pública integral y brindar asistencia a las víctimas, se creó un Grupo Móvil de Defensores de Derechos Humanos (HMG), gracias al cual otros defensores de derechos humanos lograron registrar a tiempo todos los delitos mencionados, garantizando el inicio de acciones penales contra los responsables de los incidentes y brindando asistencia a las víctimas en los tribunales.
No todos los responsables del crimen en Blagoveshchensk fueron castigados. No todos los responsables del crimen en Blagoveshchensk fueron castigados.

### Protección de los derechos humanos en el Cáucaso del Norte
En 2009, Natalya Estemirova, Zarema Sadulayeva y Alik Dzhabrailov fueron asesinados en Chechenia mientras investigaban violaciones de derechos humanos. En este sentido, para las organizaciones de derechos humanos, los riesgos de trabajar en la región han aumentado considerablemente, provocando una suspensión temporal de las actividades de Memorial en Chechenia. Tras esto, el presidente del Comité, Igor Kalyapin, propuso la decisión de crear un grupo coordinado "Grupo Móvil Conjunto". El trabajo del grupo se dio por turnos: cada pocos meses se distribuyeron en las regiones tres personas de diferentes departamentos de la Dirección General (Moscú, Nizhny Novgorod, Orenburg y otros). En su primer turno, el grupo se dirigió a Grozny el 30 de noviembre de 2009. Los grupos móviles buscaban una investigación imparcial y objetiva sobre episodios de secuestros forzados, tortura y ejecuciones extrajudiciales. Así, uno de los resultados del trabajo del grupo móvil fue el caso de Islam Umarpashaev, quien fue encontrado y liberado el 2 de abril de 2010 después de tres meses de tortura en la base del OMON checheno. El grupo fue objeto de críticas y presiones por parte de las autoridades chechenas, incluido el jefe de la república, Ramzan Kadyrov, quien acusó públicamente a los miembros del grupo móvil de “odiar al pueblo checheno” y “venir aquí a ganar dinero”.
Las tensiones entre el Comité y las autoridades chechenas empeoraron aún más tras el ataque de militantes de la organización terrorista "Emirato del Cáucaso" en Grozny, el 4 de diciembre de 2014.Según cifras oficiales, además de 11 terroristas, murieron 14 empleados del Ministerio del Interior y dos civiles. Kadyrov, quien dirigió la operación antiterrorista, dijo que "las familias de los atacantes serán expulsadas de la República de Chechenia y sus casas serán demolidas hasta los cimientos". El Comité, en el contexto del incendio de casas, reaccionó a esto con declaraciones al Comité de Investigación y a la Fiscalía General exigiendo evaluar la declaración para el cumplimiento de la Constitución. Igor Kalyapin afirmó que los familiares de los militantes “pueden estar sujetos a responsabilidad penal y sufrir un merecido castigo solo si un tribunal dicta un veredicto de culpabilidad, que establezca la culpabilidad y el grado de participación en la comisión del delito”. El jefe de la república acusó al Comité contra la Tortura de promover el terrorismo y a Kalyapin de tener vínculos con líderes militantes. El comisionado para los derechos humanos en la República de Chechenia, Nurdi Nukhazhiev, también participó en la presión que se inició sobre el Comité en las redes sociales y en la televisión. El 13 de diciembre, miles de personas se manifestaron contra el terrorismo en Grozny, organizadas por organizaciones públicas y de derechos humanos en Chechenia. Luego de su finalización, los empleados del grupo móvil comenzaron a ser perseguidos por desconocidos armados, y en la noche del mismo día se inició un incendio en la oficina del Comité contra la Tortura.
El 3 de junio del 2015 a las 10:00 a. m. la sede fue atacada nuevamente. En esta oportunidad se realizó un piquete de “organizaciones públicas y representantes de la sociedad civil de la república” en las cercanías de las instalaciones del Comité. Un grupo de jóvenes apareció entre los reunidos, cubriendo sus rostros con mascarillas médicas, se infiltraron en las oficinas y viviendas del Comité, destrozandolas y obligando a los empleados que estaban dentro a huir. Los atacantes dañaron gravemente un automóvil perteneciente a la organización. Posteriormente, se decidió trasladar la oficina del grupo móvil consolidado a Ingushetia.A pesar de ello, los empleados del Comité contra la Tortura que trabajaban en la región del Cáucaso Norte continuaron siendo objeto de presiones. El 16 de marzo de 2016, el jefe del Comité, Igor Kalyapin, fue atacado en la capital de la República de Chechenia.
El 6 de octubre de 2021, agentes del orden acudieron a la casa de los padres del jefe de la rama del Cáucaso del Norte del Comité, Magomed Alamov. En diciembre de 2021, el abogado del Comité contra la Tortura, Abubakar Yangulbaev, denunció el secuestro de más de 40 de sus familiares en Chechenia. El 20 de enero de 2022, las fuerzas de seguridad chechenas detuvieron y llevaron por la fuerza a la madre de Yangulbaev, Zarema Musaeva, a Grozny.
Durante su trabajo en la región, el Comité investigó denuncias de tortura y representó los intereses de los denunciantes ante las autoridades investigadoras y en los tribunales. A continuación más sobre ellos:

#### Gasanguseinov c. Rusia
El 23 de agosto de 2016, dos hermanos, Gasangusein, de 19 años, y Nabi Gasanguseinov, de 17, que trabajaban como pastores, fueron asesinados a tiros durante una operación especial de las fuerzas del orden cerca del pueblo de Goor-Khindakh en Shamil distrito de Daguestán.

#### Protección de los derechos de la familia Iritov
El 31 de octubre de 2017, en la República de Kabardino-Balkaria, mientras detenían al activista local Aslan Iritov, los policías golpearon a él y a sus familiares: Beslan, Marina y Anzhela Iritov. Iritov fue acusado de agredir a un policía e intentar estrangularlo. Aslan Iritov es una persona discapacitada del primer grupo: no tiene manos. Los investigadores emitieron cuatro veces decisiones de negarse a iniciar procesos penales contra agentes de policía, tres de las cuales fueron declaradas ilegales, incluso después de numerosas denuncias de los abogados del Comité. El 8 de diciembre de 2020, los abogados del Comité contra la Tortura enviaron una denuncia ante el Tribunal Europeo de Derechos Humanos, considerando que las autoridades rusas violaron varios artículos del Convenio Europeo relativos a los Iritov, que garantizan la no tortura y el derecho a una justicia efectiva, investigación, así como el derecho al respeto a la vida privada y familiar. Actualmente se continúa trabajando en el caso de investigación pública.

#### Protección de los derechos de Albert Khamkhoev
El 14 de noviembre de 2017, en el pueblo de Yandare, la República de Ingushetia, un residente y conocido atleta ingush, Albert Khamkhoev, fue detenido, golpeado por la policía y torturado. El caso penal por el hecho de que Khamkhoev recibió lesiones corporales se inició el 22 de enero de 2018. En la actualidad, el trabajo en el caso continúa en curso.

## Interacción del Equipo con las autoridades de la Federación Rusa
Una de las principales áreas de trabajo del Equipo contra la Tortura es la interacción con el poder judicial ruso. Es muy difícil lograr que se investiguen las denuncias de tortura: la víctima obtiene un promedio de seis negativas antes de presentar un caso. Según las estadísticas del Equipo contra la Tortura, incluso el 10% de las investigaciones no habrían comenzado sin la participación de defensores de derechos humanos.
Debido a la ausencia de un artículo separado sobre la tortura, los funcionarios que los utilizaron están acusados en virtud del artículo 302 del Código Penal de la Federación Rusa “Coacción para testificar” y el artículo 286 “abuso de poder”. Pero el artículo 286 del Código Penal de la Federación Rusa, además de la tortura, incluye muchos delitos: es imposible separar uno de otro; no hay estadísticas de tortura. Esto significa que el Estado no puede evaluar la magnitud del problema. La interacción con el poder ejecutivo estuvo a cargo del expresidente del comité, Igor Kalyapin. Como miembro del Consejo de Derechos Humanos del Presidente de la Federación Rusa, hizo las siguientes propuestas: aumentar el número de defensores de los derechos humanos en las comisiones públicas de vigilancia, introducir la “tortura” como delito independiente en el Código Penal de la Federación Rusa, para confiar la investigación de la tortura a una estructura especial del Comité de Investigación de la Federación Rusa.

## Socios y financiación
Inicialmente, el Comité contra la Tortura existió a expensas personales de Igor Kalyapin, el fundador de la organización. Los abogados que trabajaron en el caso de Alexei Mikheev lo hicieron de forma voluntaria. La organización contó con el apoyo de la Comisión Europea de Derechos Humanos y la Fundación Soros.
En 2013, el Comité recibió por primera vez una subvención presidencial para las actividades institucionales de la organización: pago por el trabajo de abogados, defensores, investigación pericial, gastos de viaje, tratamiento de solicitantes, rehabilitación de víctimas. Antes de otorgar al Comité la condición de agente extranjero, este recibió fondos presidenciales, los cuales fueron distribuidos por la Cámara Pública (esto ascendió al 2% del financiamiento total).
En 2015, el Comité contra la Tortura fue incluido en el registro de agentes extranjeros de conformidad con la decisión del departamento del Ministerio de Justicia para las regiones de Orenburg y Nizhny Novgorod. El Departamento de Justicia consideró que la financiación extranjera era el hecho de que la mayoría de los miembros del Comité eran pagados por otra organización, la Oficina de Investigaciones Públicas, y pagaban contribuciones al fondo del Comité. A partir de 2022, la organización interregional no recibe financiamiento extranjero ni de ningún tipo: el Equipo contra la Tortura es una organización pública no registrada que no tiene registro ni cuenta corriente.
Para ayudar a las personas que sufrieron torturas a recibir apoyo médico y psicológico, el Comité contra la Tortura estableció una fundación benéfica que acepta donaciones de ciudadanos rusos.

## Premios y evaluación de desempeño
Las actividades de Igor Kalyapin y el Comité contra la Tortura encabezado por él han recibido repetidamente altas aprobación de la comunidad internacional. En el 2011 recibió el Premio de Derechos Humanos de la Asamblea Parlamentaria del Consejo de Europa. En el mismo año, su trabajo de activista en derechos humanos y el proyecto del Grupo Móvil Conjunto, creado a iniciativa del Comité, fueron premiados por la organización irlandesa Front Line Defenders. El mismo proyecto ganó el Premio Internacional Martin Ennals en el 2013. El comité recibió el Premio Hombre a Hombre 2016. En 2018, Igor Kalyapin se convirtió en laureado del Premio Yegor Gaidar con la nominación “Por acciones que contribuyen a la formación de la sociedad civil”.
Olga Alexandrovna Sadóvskaya, vicepresidenta del Comité contra la Tortura, fue nominada al Premio Nobel de la Paz 2018. A principios de 2017, Olga, junto con la periodista de Novaya Gazeta Elena Milashina, recibieron el Premio de la Libertad, denominado Andrey Sajarov, en Oslo, por decisión del Comité Noruego de Helsinki.
“La Agencia de Información Social destaca al Comité contra la Tortura entre las organizaciones que “ayudan a luchar por la justicia”. Según Tatiana Lokshina, Directora de Programas en Europa y Asia Central de Human Rights Watch:
“Kalyapin y su grupo son prácticamente los únicos que se atreven a trabajar por los derechos humanos en Chechenia a pesar de amenazas despiadadas y ataques descarados”